# Os Condenados (2007)
The Condemned (prt/bra: Os Condenados)  é um filme americano de 2007 do gênero ação, dirigido por Scott Wipper.

## Sinopse
Jack Conrad (Steve Austin) é um prisioneiro no corredor da morte em uma prisão corrupta da América Central que é "comprado" por um grande produtor de TV para fazer parte de um reality show ilegal. Levado para uma ilha isolada, Conrad se encontra preso em uma luta mortal contra outros nove assassinos condenados de todas as partes do mundo. Sem chance de escapar - e com milhões de pessoas assistindo à violência sem censura ao vivo - Conrad precisa usar toda a sua força para ser o último sobrevivente… e ter sua única chance de liberdade.